# Giovani Lo Celso
Giovani Lo Celso (Rosario, 9 april 1996) is een Argentijnse voetballer die doorgaans als middenvelder speelt. Hij verruilde Tottenham Hotspur in augustus 2024 voor Real Betis. Lo Celso debuteerde in 2017 in het Argentijns voetbalelftal.

## Carrière
Lo Celso stroomde in 2015 door vanuit de jeugd van Rosario Central. Hiervoor debuteerde hij dat jaar op 19 juli in de Primera División, tegen Vélez Sarsfield (0–0). Na een paar maanden werd hij basisspeler. Lo Celso speelde dat jaar dertien wedstrijden en maakte in februari 2016 ook zijn debuut in de Copa Libertadores. Paris Saint-Germain zag hem en legde hem in juli 2016 voor vijf jaar vast. Lo Celso maakte het kalenderjaar wel nog op huurbasis af bij Rosario Central.
Lo Celso was in de eerste seizoenshelft van 2017/18 vrijwel uitsluitend invaller bij Paris Saint-Germain. Na de jaarwisseling werd hij een vaste basisspeler. De Franse club was op dat moment gewend aan het winnen van het landskampioenschap. Nadat AS Monaco die gewoonte een jaar eerder verstoorde, behoorde Lo Celso in 2017/18 tot het Paris-Saint-Germain dat de titel weer naar Parijs haalde. Zijn ploeggenoten en hij wonnen dat seizoen ook de Coupe de France en de Coupe de la Ligue. In de finale van de Coupe de France maakte Lo Celso in de 26e minuut het eerste doelpunt, tegen Les Herbiers (uitslag: 2–0).
Lo Celso's Franse avontuur zat er daarmee op. Hij vertrok in augustus 2018 naar Real Betis, dat hem eerst een jaar huurde en daarna kocht. Lo Celso speelde in zijn eerste jaar in Spanje 45 wedstrijden waarin hij 16 keer scoorde (in de Primera División, Copa del Rey en Europa League). Een maand nadat zijn overgang naar Betis definitief werd, vertrok hij naar Tottenham Hotspur. Eerst voor een jaar op huurbasis en daarna definitief. Hoewel Tottenham al na een halfjaar besloot om hem te kopen, slaagde de samenwerking tussen Lo Celso en de club nooit helemaal. Een hamstringblessure die hem drie maanden van 2020/21 kostte en verschillende kleine blessures in het begin van 2021/22 hielpen ook niet mee. Tottenham verhuurde Lo Celso in januari 2022 voor een half jaar aan Villarreal. Hiermee haalde hij de halve finale van de Champions League. Hij was basisspeler in alle zes de wedstrijden van de achtste finale, de kwartfinale en de halve finale. Lo Celso keerde in augustus 2022 terug naar Villarreal, nu voor een vol seizoen op huurbasis.
In augustus 2024 tekende Lo Celso bij zijn oude club Real Betis.

## Clubstatistieken
| Seizoen     | Club                | Competitie       | Competitie | Competitie | Competitie | Beker | Beker | Beker | Internationaal | Internationaal | Internationaal | Totaal | Totaal | Totaal |
| Seizoen     | Club                | Competitie       | Wed.       | Dlp.       | Ass.       | Wed.  | Dlp.  | Ass.  | Wed.           | Dlp.           | Ass.           | Wed.   | Dlp.   | Ass.   |
| ----------- | ------------------- | ---------------- | ---------- | ---------- | ---------- | ----- | ----- | ----- | -------------- | -------------- | -------------- | ------ | ------ | ------ |
| 2015        | Rosario Central     | Primera División | 13         | 0          | 3          | 3     | 0     | 2     | —              | —              | —              | 16     | 0      | 5      |
| 2016        | Rosario Central     | Primera División | 14         | 2          | 5          | 6     | 0     | 1     | 9              | 0              | 1              | 29     | 2      | 7      |
| Club Totaal | Club Totaal         | Club Totaal      | 27         | 2          | 8          | 9     | 0     | 3     | 9              | 0              | 1              | 45     | 2      | 12     |
| 2016/17     | Paris Saint-Germain | Ligue 1          | 4          | 0          | 2          | 1     | 0     | 0     | —              | —              | —              | 5      | 0      | 2      |
| Club Totaal | Club Totaal         | Club Totaal      | 4          | 0          | 2          | 1     | 0     | 0     | 0              | 0              | 0              | 5      | 0      | 2      |
| 2017        | → Rosario Central   | Primera División | 9          | 1          | 2          | 0     | 0     | 0     | —              | —              | —              | 9      | 1      | 2      |
| Club Totaal | Club Totaal         | Club Totaal      | 36         | 3          | 10         | 9     | 0     | 3     | 9              | 0              | 1              | 54     | 3      | 14     |
| 2017/18     | Paris Saint-Germain | Ligue 1          | 33         | 4          | 5          | 8     | 2     | 0     | 7              | 0              | 2              | 48     | 6      | 7      |
| 2018/19     | Paris Saint-Germain | Ligue 1          | 1          | 0          | 0          | 0     | 0     | 0     | —              | —              | —              | 1      | 0      | 0      |
| Club Totaal | Club Totaal         | Club Totaal      | 38         | 4          | 7          | 9     | 2     | 0     | 7              | 0              | 2              | 54     | 6      | 9      |
| 2018/19     | → Real Betis        | Primera División | 32         | 9          | 5          | 6     | 2     | 0     | 7              | 5              | 1              | 45     | 16     | 6      |
| Club Totaal | Club Totaal         | Club Totaal      | 32         | 9          | 5          | 6     | 2     | 0     | 7              | 5              | 1              | 45     | 16     | 6      |
| 2019/20     | → Tottenham         | Premier League   | 28         | 0          | 2          | 4     | 1     | 1     | 5              | 1              | 0              | 37     | 2      | 3      |
| 2020/21     | Tottenham Hotspur   | Premier League   | 18         | 1          | 1          | 1     | 0     | 0     | 9              | 4              | 0              | 28     | 5      | 1      |
| 2021/22     | Tottenham Hotspur   | Premier League   | 9          | 0          | 0          | 5     | 0     | 1     | 5              | 1              | 1              | 19     | 1      | 2      |
| Club Totaal | Club Totaal         | Club Totaal      | 55         | 1          | 3          | 10    | 1     | 2     | 19             | 6              | 1              | 84     | 8      | 6      |
| 2021/22     | → Villarreal        | Primera División | 16         | 1          | 1          | 0     | 0     | 0     | 6              | 0              | 0              | 22     | 1      | 1      |
| 2022/23     | → Villarreal        | Primera División | 22         | 2          | 3          | 0     | 0     | 0     | 7              | 0              | 0              | 29     | 2      | 3      |
| Club Totaal | Club Totaal         | Club Totaal      | 38         | 3          | 4          | 0     | 0     | 0     | 13             | 0              | 0              | 51     | 3      | 4      |
| 2023/24     | Tottenham Hotspur   | Premier League   | 22         | 2          | 2          | 2     | 0     | 0     | —              | —              | —              | 24     | 2      | 2      |
| Club Totaal | Club Totaal         | Club Totaal      | 77         | 3          | 5          | 12    | 1     | 2     | 19             | 6              | 1              | 108    | 10     | 8      |
| 2024/25     | Real Betis          | Primera División | 16         | 7          | 1          | 2     | 0     | 0     | 2              | 1              | 0              | 20     | 8      | 1      |
| Club Totaal | Club Totaal         | Club Totaal      | 48         | 16         | 6          | 8     | 2     | 0     | 9              | 6              | 1              | 65     | 24     | 7      |
| Totaal      | Totaal              | Totaal           | 237        | 29         | 32         | 38    | 5     | 5     | 57             | 12             | 5              | 332    | 46     | 42     |

Bijgewerkt t/m 30 juli 2023

## Interlandcarrière
Nadat hij een jaar eerder al deel uitmaakte van het olympisch team op de Olympische Zomerspelen 2016, debuteerde Lo Celso op 11 november 2017 in het Argentijns voetbalelftal, tijdens een met 0–1 gewonnen oefeninterland in en tegen Rusland. Hij viel in de 59e minuut in voor Alejandro Gómez. Bondscoach Jorge Sampaoli nam hem een jaar later mee naar het WK 2018, maar hierop kwam hij niet in actie. Lo Celso maakte op 8 september 2018 zijn eerste interlandtreffer. Hij zorgde toen voor de 0–2 in een met 0–3 gewonnen oefeninterland tegen Guatemala. Bondscoach Lionel Scaloni nam Lo Celso mee naar de Copa América 2019. Hierop speelde hij in alle zes de wedstrijden die de Argentijnen op het toernooi actief waren. Hij scoorde in de met 0–2 gewonnen kwartfinale tegen Venezuela. Scaloni selecteerde Lo Celso ook voor de Argentijnse ploeg voor de Copa América 2021. Hij speelde opnieuw zes wedstrijden en won met zijn landgenoten voor het eerst sinds de Copa América 1993 het toernooi. Lo Celso kon niet mee naar het WK 2022 vanwege een spierscheuring.

## Erelijst
| Kampioen Ligue 1  | 1x | 2017/18          |
| Coupe de France   | 2x | 2016/17, 2017/18 |
| Coupe de la Ligue | 1x | 2017/18          |

| Competitie   | Winnaar    | Winnaar    | Runner-up  | Runner-up  | Derde      | Derde      |
| Competitie   | Aantal     | Jaren      | Aantal     | Jaren      | Aantal     | Jaren      |
| Argentinië   | Argentinië | Argentinië | Argentinië | Argentinië | Argentinië | Argentinië |
| ------------ | ---------- | ---------- | ---------- | ---------- | ---------- | ---------- |
| Copa América | 1x         | 2021       |            |            | 1x         | 2019       |

1 Silva ·
2 Bellerín ·
3 Llorente ·
4 Cardoso ·
5 Bartra ·
6 Natan ·
7 Juanmi ·
8 Roque ·
9 Ávila ·
10 Abde ·
11 Bakambu ·
12 Rodríguez ·
13 Adrián ·
14 Carvalho ·
15 Perraud ·
16 Altimira ·
18 Fornals ·
19 Losada ·
20 Lo Celso ·
21 Roca ·
22 Isco ·
23 Sabaly ·
24 Ruibal ·
25 Vieites ·
38 Diao ·
Coach: Pellegrini
1 Guzmán ·
2 Mercado ·
3 Tagliafico ·
4 Ansaldi ·
5 Biglia ·
6 Fazio ·
7 Banega ·
8 Acuña ·
9 Higuaín ·
10 Messi  ·
11 Di María ·
12 Armani ·
13 Meza ·
14 Mascherano ·
15 Pérez ·
16 Rojo ·
17 Otamendi ·
18 Salvio ·
19 Agüero ·
20 Lo Celso ·
21 Dybala ·
22 Pavón ·
23 Caballero ·
Coach: Sampaoli
1 Armani ·
2 Foyth ·
3 Tagliafico ·
4 Saravia ·
5 Paredes ·
6 Pezzella ·
7 Pereyra ·
8 Acuña ·
9 Agüero ·
10 Messi  ·
11 Di María ·
12 Marchesín ·
13 Funes Mori ·
14 Casco ·
15 Pizarro ·
16 De Paul ·
17 Otamendi ·
18 Rodríguez ·
19 Suárez ·
20 Lo Celso ·
21 Dybala ·
22 Martínez ·
23 Musso ·
Coach: Scaloni